# Michael Kuiper
Michael Jan Hugo Kuiper é um lutador de MMA holandês, atualmente ele compete no Peso Médio.

## Carreira
Kuiper é um faixa preta de judô. Ele fez sua estréia no MMA em Fevereiro de 2009 e venceu seu oponente, Ahmed Sultan, com um triângulo. Ele lutou mais seis vezes no mesmo ano, vencendo todas as lutas no primeiro ou segundo round. Em 2009, ele ganhou o título da Bélgica de MMA, e foi recompensado com prêmio de Lutador de MMA do ano de 2009.
Depois de derrotar David Marcina em 20 de Novembro de 2010, foi definidp para voltar para ao octógono em 4 de Dezembro de 2010, para enfrentar o boxeador galês John Phillips no BAMMA 5: The Beast vs Crazy Bear em Newcastle, Inglaterra. Mas devido a tempestades de neve no Reino Unido, o evento foi cancelado.
Michael treina na Combat Sports Academy Hooland, juntamente com o companheiro e lutador do UFC Amir Sadollah.

### Ultimate Fighting Championship
Em sua estréia no UFC Kuiper enfrentou Rafael Natal em 4 de Fevereiro de 2012 no UFC 143. Ele perdeu por Decisão Unânime.
Kuiper enfrentou Jared Hamman em 11 de Agosto de 2012 no UFC 150. Kuiper venceu Hamman por Nocaute Técnico no segundo round.
Kuiper era esperado para enfrentar Thiago Bodão em 19 de Janeiro de 2013 no UFC on FX: Belfort vs. Bisping. Porém, Bodão sofreu uma lesão e foi substituído por Caio Magalhães. Em 27 de Dezembro de 2012, foi anunciado que Magalhães sofreu uma lesão e teve que abandonar a luta, Kuiper então foi transferido para o UFC on Fox: Johnson vs. Dodson em 26 de Janeiro de 2013 para enfrentar Buddy Roberts. Em 8 de Janeiro, Roberts também se lesionou e foi substituído pelo estreante Josh Janousek. Porém, a alguns dias do evento, Janousek se lesionou e foi retirado da luta. Sem tempo de encontrar um adversário para Kuiper, ele foi retirado do evento.
Então, Kuiper retornou no UFC on Fuel TV: Mousasi vs. Latifi em 6 de Abril de 2013 contra Tom Lawlor e perdeu por Finalização.
Kuiper enfrentou Brad Scott em 26 de Outubro de 2013 no UFC Fight Night: Machida vs. Muñoz, Kuiper perdeu por Finalização novamente. Após a derrota, o UFC decidiu demitir Kuiper.

### Pós UFC
Kuiper fez sua primeira luta após deixar o UFC na promoção baseada no Kansas, Titan Fighting Championship. Seu adversário foi o também ex-UFC Matthew Riddle em 28 de Fevereiro de 2014 no Titan FC 27. Kuiper foi derrotado por uma guilhotina no segundo round.

## Cartel no MMA
| Cartel no MMA   |             |            |
| 17 lutas        | 13 vitórias | 4 derrotas |
| Por nocaute     | 8           | 0          |
| Por finalização | 4           | 3          |
| Por decisão     | 1           | 1          |

| Res.    | Cartel | Oponente           | Método                       | Evento                                | Data       | Round | Tempo | Local               | Notas        |
| ------- | ------ | ------------------ | ---------------------------- | ------------------------------------- | ---------- | ----- | ----- | ------------------- | ------------ |
| Vitória | 13-4   | Lutciano Zimmerman | Nocaute Técnico              | Strenght and Honour 10                | 04/10/2015 | 1     | N/A   | Dessel              |              |
| Derrota | 12-4   | Matthew Riddle     | Finalização (guilhotina)     | Titan FC 27                           | 28/02/2014 | 2     | 2:29  | Kansas City, Kansas |              |
| Derrota | 12-3   | Brad Scott         | Finalização (guilhotina)     | UFC Fight Night: Machida vs. Muñoz    | 26/10/2013 | 1     | 4:17  | Manchester          |              |
| Derrota | 12-2   | Tom Lawlor         | Finalização (guilhotina)     | UFC on Fuel TV: Mousasi vs. Latifi    | 08/04/2013 | 2     | 1:05  | Estocolmo           |              |
| Vitória | 12-1   | Jared Hamman       | Nocaute Técnico (socos)      | UFC 150: Henderson vs. Edgar II       | 11/08/2012 | 2     | 2:16  | Denver, Colorado    |              |
| Derrota | 11-1   | Rafael Natal       | Decisão (unânime)            | UFC 143: Diaz vs. Condit              | 04/02/2012 | 3     | 5:00  | Las Vegas, Nevada   |              |
| Vitória | 11-0   | Morris Cilfoni     | Nocaute Técnico (socos)      | MitC - Milano in the Cage             | 07/05/2011 | 1     | N/A   | Milão               |              |
| Vitória | 10-0   | Clearance Noordzee | Nocaute (socos)              | Staredown 5                           | 19/03/2011 | 1     | N/A   | Deurne              |              |
| Vitória | 9-0    | David Marcina      | Nocaute Técnico (socos)      | Live 2 Fight                          | 20/11/2010 | 1     | 2:14  | Mallorca            |              |
| Vitória | 8-0    | Baudin Egoluev     | Finalização (chave de braço) | Ultimate Takedown: Brazil vs. Belgium | 06/11/2010 | 2     | 2:42  | Herstal             |              |
| Vitória | 7-0    | Ivan Brguljan      | Nocaute Técnico (socos)      | One Gate 2 Far                        | 07/11/2009 | 1     | N/A   | Heerlen             |              |
| Vitória | 6-0    | Patrice Wagemans   | Nocaute (soco)               | Strength and Honour 5                 | 03/10/2009 | 1     | 0:10  | Dessel              | Título Belga |
| Vitória | 5-0    | Bert Van Geystelen | Finalização (chave de braço) | Bulls Gym Gala                        | 30/05/2009 | 2     | N/A   | Putte               |              |
| Vitória | 4-0    | Saigan Muradov     | Nocaute Técnico (socos)      | The Battle of Akersloot               | 10/05/2009 | N/A   | N/A   | Akersloot           |              |
| Vitória | 3-0    | Bert Van Geystelen | Finalização (chave de braço) | Staredown                             | 26/04/2009 | 1     | N/A   | Antwerp             |              |
| Vitória | 2-0    | Kevin Goodliff     | Decisão (unânime)            | Battle of South 7                     | 11/04/2009 | 2     | 5:00  | Hoensbroek          |              |
| Vitória | 1-0    | Ahmed Sultan       | Finalização (triângulo)      | Outsider Cup 12                       | 14/02/2009 | 2     | 4:00  | Mühlheim            |              |